# Айсфельд, Вальтер
Вальтер Айсфельд (нем. Walter Eisfeld; 11 июля 1905, Галле, Германская империя — 3 апреля 1940, Дахау) — штурмбаннфюрер СС, комендант концлагерей Заксенхаузен и Нойенгамме.

## Биография
Вальтер Айсфельд родился 11 июля 1905 года в семье водителя электрички. С 1922 по 1924 год работал агрономом. После того как Айсфельд окончил сельскохозяйственную школу с 1929 года занимал пост в городской службе в Галле.
В 1924 году присоединился к союзу Артаманен. 15 мая 1925 года вступил в НСДАП (билет № 4802). В 1926 году вышел из евангелической церкви. В 1927 году был зачислен в Штурмовые отряды (СА). 1 октября 1929 году записался в ряды СС (№ 1996). 
В 1933 году стал начальником штандарта СС в Галле. В ноябре 1936 году занял должность начальника штандарта СС в Плауэне. В августе 1938 году в звании штурмбаннфюрера СС был переведён в штандарт СС «Мёртвая голова» в концлагере Дахау. 
В 1938 году в концлагере Заксенхаузен стал шуцхафтлагерфюрером. Айсфельд присутствовал при исполнении наказаний заключенных и проводил жестокие допросы. По свидетельским показаниям, участвовал в расстреле Августа Дикмана, одного из свидетелей Иеговых. В сентябре 1939 года комендант лагеря Герман Барановски неожиданно заболел и Айсфельд взял на себя его обязанности. В конце года был смещён. Рудольф Хёсс, бывший служащий лагеря, позже сообщил о том, что рейхсфюрер СС Генрих Гиммлер, незапланированно посетив Заксенхаузен, был недоволен состоянием лагеря, отсутствием дисциплины как среди заключённых, так и среди персонала.
В феврале 1940 году был переведён в качестве руководителя лагеря в филиал Нойенгамме. Весной 1940 года Нойенгаме стал самостоятельным концлагерем и был подчинён инспекции концлагерей, и Айсфельд был назначен на должность коменданта. 3 апреля 1940 года внезапно умер от пневмонии.